# 陳輿
陳輿（?—?），字显初，西晋临淮郡东阳县（今安徽省天长市西）人，高平郡公陈骞之子。
陳輿担任散骑侍郎、洛阳令，转任黄门侍郎，历任将校左军、大司农、侍中。因为和叔父不睦，出任河内郡太守。为人没有操行但是办事勤勉。陳輿不久去世，子陳植，字弘先，嗣爵高平郡公，官至散骑常侍。陳植卒，陳植子陳粹嗣爵，永嘉年间遇害，晋孝武帝以陳骞玄孙袭爵。卒，弟弟的儿子陳浩之嗣爵。刘宋受禅，国除。